# Centre scientifique Heureka
Heureka (en finnois : Tiedekeskus Heureka) est un centre scientifique situé dans le quartier de Tikkurila à Vantaa en Finlande.

## Histoire
Du 20 au 26 mai 1982 a eu lieu l’exposition Fysiikka 82 à la Maison des États (Finlande) d'Helsinki. 
À l'automne de la même année est lancé un projet de centre scientifique soutenu par L'Académie de Finlande, le Ministère de l'Éducation et de la Culture et plusieurs fondations. 
À la fin de 1983, l'université d'Helsinki, l'Université technologique d'Helsinki, délégation des associations scientifiques (fi) et l'association centrale de l'industrie (fi) créent une fondation.
En 1984, Vantaa se propose d'héberger le centre scientifique à Tikkurila et d'en être le co-financeur. 
Le bâtiment a coûté 80 millions de marks finlandais soit près de 13,5 millions d'euros. 
En 1985, le concours d'architectes est remporté par la proposition "Heureka" de Mikko Heikkinen, Markku Komonen et Lauri Anttila.

## Description
Le centre a été conçu par le cabinet cabinet Heikkinen–Komonen.
Depuis août 2014 il est dirigé par Tapio Koivu.

## Galerie

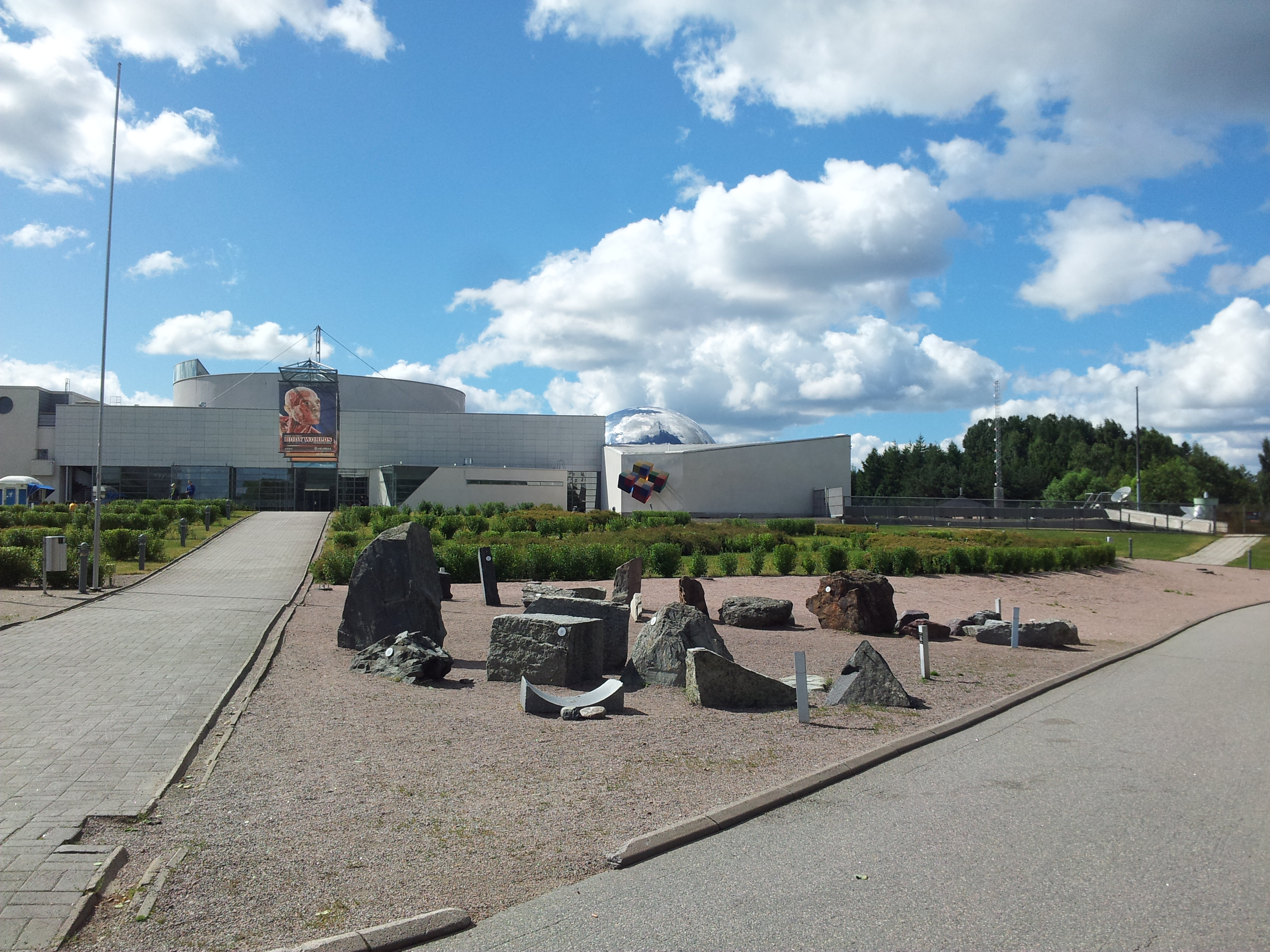
Heureka.